# Momies de Saint-Michel de Bordeaux

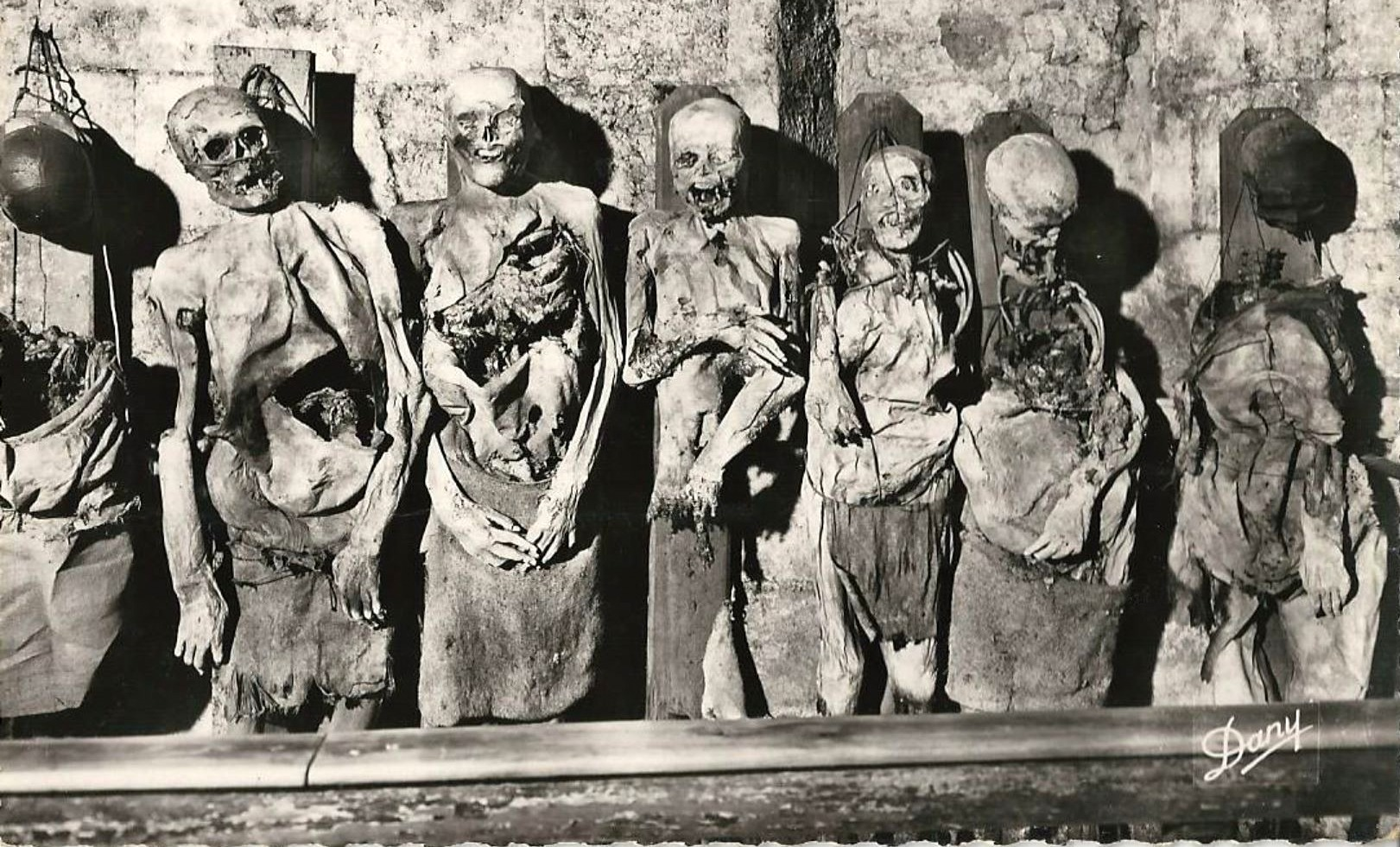
Les momies de Saint-Michel (carte postale).

Pendant près de deux siècles, de 1791 à 1990, une soixantaine de corps momifiés ont été exposés au public dans un caveau sous la tour de la Basilique Saint-Michel de Bordeaux. Pendant ces deux siècles les « momies de Saint-Michel » étaient une attraction touristique majeure à Bordeaux.

## Histoire
|  |

En 1791, le directoire du département ordonne la suppression de l'ancien cimetière paroissial entourant l'église Saint-Michel, l'actuelle place Meynard. Certains disent que cette décision a été prise par peur de la prolifération d'épidémies, d'autres soutiennent que c'était pour aider le développement urbain.
C'est en déterrant les sépultures autour de la basilique que furent découverts plusieurs dizaines de corps momifiés, que l'on appellera par la suite les « momies de Saint-Michel ».
Entre soixante et soixante-quinze momies sont déterrées dans un état de conservation remarquable et l’on décide de les rassembler dans la crypte située sous la tour Saint-Michel. Le nombre exact de momies retrouvées reste difficile à déterminer. Mais on sait que soixante d’entre elles étaient disposées debout, et droites, sur les six côtés de la salle basse du caveau de la flèche ou elles étaient exposées aux visiteurs. 
Cette exposition fut une attraction touristique majeure à Bordeaux.
En 1979, malgré le succès touristique, décision fut prise par le conseil municipal de Bordeaux, sur l'initiative du maire Jacques Chaban Delmas,  de fermer ce lieu au public. Cette mesure de sauvegarde a été prise car les visiteurs abîmaient les momies en les touchant. À cela s'ajoutaient aussi des cas de vols d’ossements et de bouts de peau, sans parler des lumières artificielles installées qui détérioraient leur conservation.
En 1990, par respect pour ces défunts et à la suite de tentatives de profanations, les momies ont été transférées au cimetière de la Chartreuse, dans un reliquaire dépendant de l’ossuaire général n°3.

## Visiteurs et légendes
| - Famille empoisonnée - La Négresse |

| - Le Portefaix - La Vierge |

| - L'Enterré vivant - La Mère à l'enfant |

Tous les guides touristiques relaient l’information en disant que si l’on passe à Bordeaux, on doit voir absolument les momies. Durant deux siècles, il était donc possible à tout un chacun de "visiter" ces momies bordelaises, au même titre qu'un musée classique. 

Fortuné Méaulle, La Tour de Bordeaux, gravure d'après Alexandre-Gabriel Decamps — fr. Alpes et Pyrénées, 1894.

Parmi les visiteurs célèbres figurent Stendhal et Théophile Gautier (« un cauchemar »). Mais c’est Victor Hugo qui leur assure une célébrité nationale lors de sa visite en 1843 : (« Ces visages effrayants, cette foule de têtes sinistres ou terribles » et « Imaginez un cercle de visages effrayants au centre duquel j’étais. Les corps noirâtres et nus s’enfonçaient et se perdaient dans la nuit. Mais je voyais une foule de têtes sinistres et terribles qui semblaient m’appeler avec des bouches toutes grandes ouvertes, mais sans voix, et qui me regardaient avec des orbites sans yeux » écrit-il dans son récit de voyage entre Bordeaux et Biarritz.) et Gustave Flaubert (« J’avoue que je me suis assez diverti à contempler les grimaces de tous ces cadavres de diverses grandeurs, dont les uns ont l’air de pleurer, les autres de sourire, tous d’être éveillés et de vous regarder comme vous les regardez »). 
En 1862, Allan Kardec, fondateur de la philosophie spirite, vient s’adonner à des expériences en communiquant avec la momie n°48… 
On trouve également trace de ces momies  dans les ouvrages de Jules Verne, comme dans son « Voyage au centre de la terre », chez Jean Cayrol, Lucie Delarue-Mardrus, ou encore chez Louis-Ferdinand Céline. Côté anglophone, l'écrivain britannique A.E.W. Mason les fait apparaître dans son roman policier The Prisoner in the Opal. 
À ces écrits s’ajoute rapidement l’imagination des guides qui font visiter les lieux. Les résultats sont devenus de véritables légendes dans l’imaginaire des Bordelais : 
- Le portefaix (homme dont le métier est de porter des fardeaux), encore courbé sous le poids de sa charge qu’il transportait à grand peine. Il serait mort sous le poids trop lourd qu’il s’était imposé lors d’un défi.

- Un général mort après un duel, dont la dépouille présentait une large plaie sur le flanc (la blessure s’agrandissait au fil des années sous le bambou agité par la guide).

- La mère africaine inhumée avec son enfant enterré vivant.

- Une famille entière de sept personnes, morte des suites d’un empoisonnement dû à l’ingestion de champignons vénéneux. Les adultes et les enfants avaient le visage déformé par la douleur.

Ces anecdotes avaient un immense pouvoir d’attraction touristique,

## Le retour des momies
Depuis mai 2013 les momies ont fait effectivement un retour en douceur. Elles ne choquent pas comme les vraies, elles apparaissent seulement en images sur les murs du caveau. Un documentaire de huit minutes a été réalisé à partir de photographies et d’enregistrements des derniers guides. Il est projeté dans la crypte lors des visites.
Huit minutes d’archives « son et images » et un livre publié par l'Office de Tourisme de Bordeaux permettent de revivre l’histoire des momies qui, de 1791 à 1979, ont constitué un curieux trésor que l’on venait voir de très loin.

## Pourquoi la conservation des corps?
Les raisons de la conservation des momies n’ont jamais été élucidées. Rien dans leur état de préservation ne peut être attribué à quelque antique coutume d’embaumement, comme celles pratiquées dans l’Égypte ancienne. Leur originalité tient au fait que ce sont des momies naturelles. Il y a l'hypothèse que c’est le terrain argileux ou sablonneux sur lequel le clocher Saint-Michel a été construit, qui aurait maintenu les corps en bon état.
Mais aucune étude scientifique ou archéologique n’a jamais été réalisée sur ces corps. Lors des fouilles menées pendant les travaux de rénovation de la place Saint-Michel en 2010 on a retrouvé 156 nouveaux corps autour de la basilique, mais aucune momie et aucun élément nouveau sur la nature du sol qui pourraient expliquer la présence des anciennes momies.

## Fiction
Les momies sont évoquées au début de l'intrigue du téléfilm "Les Enfants du secret" de David Morley.  
Deon Meyer évoque aussi  cette attraction touristique dans le roman La Proie. 